# Маколе
Маколе (словен. Makole) је насељено место и управно седиште истоимене општине Маколе, Подравска регија, Словенија.

## Историја
До територијалне реорганизације у Словенији биле су у саставу старе општине Словенска Бистрица.

## Становништво
У попису становништва из 2011. године, Маколе је имала 250 становника.
| Становништво према пописима | Становништво према пописима | Становништво према пописима |
| --------------------------- | --------------------------- | --------------------------- |
| 1991                        | 2002                        | 2011                        |
| 315                         | 286                         | 250                         |

Напомена: Године 2017. извршена је мања размена територије између насеља Јеловец при Маколах и Маколе.